# Isaak ben Jakob ha-Kohen
Isaak ben Jakob ha-Kohen (hebräisch אִיסָאַק בֶּן יַעֲקֹב הַכֹּהֵן) (geboren Mitte bis Ende des 12. Jahrhunderts in Soria; gestorben zweite Hälfte des 13. Jahrhunderts) war ein im Königreich Kastilien geborener jüdischer Kabbalist. Mit seinem jüngeren Bruder Jakob ben Jakob ha-Kohen, aber auch allein, bereiste er Spanien und die Provence auf der Suche nach alten kabbalistischen Traditionen, die sie sammelten und in ihre Schriften einfließen ließen. Möglicherweise führte ihr Weg auch in das Heiliges Römisches Reich, insbesondere nach Worms.

## Leben und Wirken
Isaak war mit Shem Tov ben Abraham ibn Gaon verwandt. Er hatte eine herausragende Stellung im gnostischen Kreis der spanischen Kabbala inne. Seine Schriften enthalten wertvolle Inhalte, die ihn von seinen Zeitgenossen unterscheiden. Einige seiner Werke wurden von seinem Schüler Moses Ben Solomon aus Burgos übernommen und manchmal modifiziert.
Nachdem sie von ihren Reisen nach Spanien zurückgekehrt waren, wurden Isaak ben Jakob ha-Kohen zusammen mit seinem Bruder der Lehrer einer kabbalistischen Schule von Segovia. Sein Bruder Jakob starb 1280 in Béziers.
Isaak ben Jakob ha-Kohen ist der Autor des Abhandlung über die linke Emanation, einem grundlegenden Werk zum mythologischen Konzept des Bösen, das spätere Werke wie den Sohar beeinflusste. Die Abhandlung ist auch als eine der Quellen der Mythen um die Dämonen Samael und Lilith bekannt.

## Werke (Auswahl)
- Madda'ei ha-Yahadut.
- Kitvei Yad be-Kabbalah.
- Sefer ha-Orah